# ألفرد برايس (مهندس)
ألفرد برايس (بالإنجليزية: Alfred Price)‏ هو مهندس نيوزيلندي، ولد في 1838، وتوفي في 1907.